# Aeroporto di Kagoshima
L'Aeroporto di Kagoshima (鹿児島空港?, Kagoshima Kūkō, IATA: KOJ, ICAO: RJFK) è un aeroporto situato a Kirishima, città della prefettura di Kagoshima, a 29,6 km di distanza dalla stazione di Kagoshima-Chūō. Si tratta del secondo aeroporto per traffico passeggeri sull'isola del Kyūshū, dopo l'aeroporto di Fukuoka.
Presso l'aeroporto, ha sede la Japan Air Commuter, società regionale di Japan Airlines.

## Statistiche
Questo grafico non è disponibile a causa di un problema tecnico.
Si prega di non rimuoverlo.
Vedi la query Wikidata di origine.